# 1960, terza liceo... e fu tempo di rock and roll
1960, terza liceo... e fu tempo di rock and roll (Surprise Party) è un film del 1983 diretto da Roger Vadim.

## Trama
Negli anni '50, ad Amboise, in seguito alla scommessa che avrebbe ottenuto il diploma di maturità, la giovane Anne Lambert suscita scalpore nelle famiglie per la pubblicazione, sulla stampa locale, di una sua foto scattata in compagnia della fidanzata Marie-Jo nel letto di Enrico IV, al Castello di Chenonceau. I giochi d'amore di Anne e delle sue amiche si intensificheranno con i nuovi allettanti arrivi nella cittadina: il bel Christian Bourget e la sua seducente madre Lisa.